# Ashita no Joe
Ashita no Joe (яп. あしたのジョー, Ashita no Jō, укр. Завтрашній Джо) — японська боксерська манґа, написана Асао Такаморі та проілюстрована Тецуєю Чібою. Це історія про бродягу Джо Ябукі, який захопився боксом у в'язниці для неповнолітніх, і про його злет на японській та світовій боксерській арені.
Ashita no Joe друкувався в журналі Weekly Shonen Magazine видавництва Kodansha з 1968 по 1973 роки, розділи зібрано у 20 томах танкобонів. Під час серіалізації був популярний серед людей робітничого класу та студентів коледжів у Японії. Має декілька різних адаптацій, включаючи аніме Megalo Box, футуристичне переосмислення оригіналу, створене в рамках 50-річчя оригінальної манґи.
Манґа мала значний вплив, на неї посилаються численні аніме та манґи.

## Сюжет
Джо Ябукі, молодий бродяга, випадково зустрічається з алкоголіком, колишнім тренером з боксу Данпеєм Танге, блукаючи нетрями Сан'я. Визнавши його талант, Данпей тренує Джо як боксера, але Джо заарештовують за шахрайство. Він бореться з Ніші Канічі, лідером групи хуліганів, у тимчасовій в'язниці, і обох переводять до центру ув'язнення для неповнолітніх. Там Джо зустрічає Тору Рікііші, колишнього вундеркінда з боксу, і між ними починається суперництво після того, як Рікііші заважає йому втекти. У в'язниці організовується боксерський турнір під керівництвом Данпея, який фінансується мільйонером Мікіносуке Сіракі та його дочкою Йоко. Рікііші домінує над Джо у фіналі, доки той не завдає крос-контр-удар, що призвело до подвійного нокауту. Відчуваючи, що матч нічого не вирішив, Джо та Рікііші обіцяють битися один з одним знову, але коли вже стануть професійними боксерами.
Після звільнення з в'язниці Джо разом із Ніші приєднується до нового крихітного боксерського залу Данпея. Джо здобуває популярність як боксер-любитель завдяки своєму бойовому стилю та фірмовим нокаутам, але йому відмовляють у професійній ліцензії доти, доки він не спровокує чемпіона Вольфа Канагуші. Джо проводить потрійний крос-контр-удар Вольфу, щоб виграти їхній поєдинок, і отримує право битися з Рікііші на професійному рингу.
Мікіносуке Шіракі гарантує багатообіцяючу кар'єру Рікііші, але він має намір звести рахунки з Джо. Оскільки він у напівлегкій вазі, а Джо — у легшій вазі, Рікііші проходить жорстку програму схуднення. Їх матч відбудеться вже скоро. Рікііші нокаутує Джо у 8-му раунді, щоб перемогти, але пізніше помирає від комбінованих наслідків втрати ваги та крововиливу в мозок, що стався під час бою.
Джо травмований смертю Рікііші. Данпей розуміє, що Джо не здатен завдавати ударів у голову своїм супротивникам. Джо програє три бої поспіль і зрештою зникає, щоб приєднатися до нелегального боксерського рингу в сільській місцевості. Він повертається, щоб битися з шостим у світі бійцем Карлосом Ріверою. Карлосом керує Йоко, яка, зацікавившись Джо, перебрала на себе батьківський спортзал. Раунд переростає в справжню бійку, але Джо заробляє величезну славу і повагу, і вони з Карлосом стають друзями. Пізніше Карлос зазнає нокауту в першому раунді від чемпіона світу Хосе Мендоси і отримує важку черепно-мозкову травму.
Після бою з Карлосом Джо стає визнаним боксером світового рейтингу. Йому важко підтримувати низьку вагу через пізній стрибок росту, що змушує його зазнати напруженої втрати ваги, подібної до тієї, яку зазнав Рікііші. Він перемагає чемпіона OPBF Кім Йон Бі, південнокорейського боксера, який пережив Корейську війну, і виграє декілька захистів титулу. Тим часом Йоко отримала права на наступний захист титулу Мендоси. Побоюючись, що Джо втратив свої бойові інстинкти, вона змушує його зустрітися з малайзійським бійцем Гарімау, перш ніж він зможе кинути виклик Мендосі. Джо з невеликою перевагою виграє бій.
Бій проти Мендоси пройде на заповненому токійському стадіоні. Перед боєм Йоко дізнається, що Джо страждає від синдрому сп'яніння. Вона намагається скасувати матч, зізнаючись у коханні, але він відмовляється.
Мендоса домінує в перших раундах, і Джо втрачає зір на одне око. Спочатку він тримав себе в руках, але Мендоса починає втрачати розум, а Джо продовжує триматися, незважаючи на те, скільки він зазнає ушкоджень. Джо вдається кілька разів відправити Мендосу в нокдаун. Зрештою, бій триває всі п'ятнадцять раундів. Джо віддає Йоко свої рукавички і каже Данпею, що все «згоріло дотла». Мендосу оголошують переможцем за очками, але його волосся посивіло від травми, отриманої під час бою. Данпей повертається, щоб втішити Джо, але бачить, що той сидить у своєму кріслі, не реагуючи на нього, з посмішкою на обличчі.
Довгий час точилися суперечки про те, чи загинув Джо в кінці. Художник Чіба заявив, що він намалював кінцівку в останній момент, і що оригінальна кінцівка Такаморі була іншою. Такаморі заявив у біографії 1979 року, що Джо помер, тоді як Чіба відмовився від прямих коментарів, натякаючи, що Джо, можливо, вижив. В інтерв'ю 2001 року судово-медичний патологоанатом Масахіко Уено дійшов висновку, що Джо мав бути живий на останній панелі, щоб залишатися у вертикальному положенні.

## Медіа

### Манґа
Ashita no Joe спочатку публікувався в журналі Weekly Shōnen Magazine з 1 січня 1968 року по 13 травня 1973 року. Був зібраний у 20 томів видавництвом Kodansha. Більшість розділів манґи були передруковані в Shukan Gendai протягом 2009 року.

### Аніме

#### Телесеріал
Компанія Mushi Productions випустила аніме-серіал, заснований на перших 14 томах Ashita no Joe. Він транслювався в Японії телеканалом Fuji TV з 1 квітня 1970 року по 29 вересня 1971 року. Другий аніме-серіал, який почався з 9-го тому й охоплював решту історії, був створений студією TMS Entertainment і транслювався Nippon TV з 13 жовтня 1980 року по 31 серпня 1981 року. Режисером обох аніме став Осаму Дедзакі. 2 березня 2005 року повна версія першого аніме була випущена компанією Nippon Columbia на 2 DVD бокс-сетах, що охоплювало 33 години 55 хвилин відзнятих матеріалів у 79 епізодах на 16 дисках. Сети також містять кольорову книгу пояснень у 3 томах загальною кількістю 120 сторінок. Попередні формати випуску включають міні-бокс-сети 21 вересня 2001 року та окремі диски 21 вересня 2002 року.
Crunchyroll почав транслювати серіал у листопаді 2024 року.
У 2018 році в рамках 50-річчя манґи було випущено Megalobox, футуристичне переосмислення оригіналу. Серіал є остаточною концепцією багатьох початкових ідей режисера Моріями. Наприклад, одна з ідей полягає в тому, щоб історія базувалася навколо Рікііші Тору,  доленосного суперника Джо і друга на все життя.

#### Фільми
Відредаговані версії двох аніме-серіалів були розповсюджені як аніме-фільми Nippon Herald Films 8 березня 1980 року та 4 липня 1981 року відповідно.
Перший фільм приніс дистриб'ютору дохід в розмірі 500 мільйонів єн у японському прокаті в 1980 році.

### Ігрові фільми
У 1970 році в Японії був випущений живий ігровий фільм, заснований на манзі, у якому Сьоджі Ісібаші був у ролі Джо Ябукі, Рютаро Тацумі в ролі Данпея Танге та Сейчіро Камейсі в ролі Тору Рікіісі.
Прем'єра другої живої екранізації відбулася в Японії 11 лютого 2011 року з Томохіса Ямашита в ролі Джо Ябукі, Теруюкі Кагава в ролі Данпея та Юсуке Ісея в ролі Тору Рікііші. Фільм також отримав позитивну реакцію від Меггі Лі з Hollywood Reporter, яка похвалила боксерські навички акторів, але розкритикувала характеризацію Данпея та Йоко. Рассел Едвардс з Variety отримав задоволення від роботи режисера і, як і Лі, від роботи головних акторів. У 2011 році в японському прокаті фільм зібрав 1.1 мільярд єн.

### Театральна адаптація
Театральна вистава режисера Ейчі Йогі проходила з 25 по 29 травня 2016 року в театрі Sumida Park Studio Kura в Токіо.

### Радіодрама
Радіодрама транслювалася на TBS Radio з 3 по 28 жовтня 1977 року в 20 епізодах, у якій Йошіто Ясухара зіграв роль Джо Ябукі.

## Сприйняття і спадок
Манґа була дуже популярною, після її серіалізації було продано понад 20 мільйонів копій. Крім того, вона була особливо популярною серед людей із робітничого класу та студентів коледжу, які були залучені до нових лівих, які вважали себе такими ж борцями проти системи, як Джо Ябукі, і шанували його як ікону. Прикладом цього впливу нових лівих були члени Червоної армії Японії, які брали участь у захопленні Йодоґо в 1970 році та порівнювали себе з Джо, побачивши революційне послання в манзі. Під час викрадення вони кричали: «Ми — завтрашній Джо!».
Ashita no Joe отримав загалом позитивні відгуки, багато критиків високо оцінили історію та героїв. 13 жовтня 2006 року його було визнано «Улюбленим японським телевізійним аніме», зайнявши 4 місце зі 100 серед голосів знаменитостей. Джо Ябукі посів сьоме місце в рейтингу Mania Entertainment «10 найвідоміших аніме-героїв», написаному Томасом Зотом, який прокоментував, що «Ashita no Joe відобразив дух часу Японії 1960-х років. Історія підйому Джо з нічого зачепила японську аудиторію, яка бачила процвітання своєї країни після тривалого періоду післявоєнної розрухи». Рецензент Anime News Network Джастін Севакіс проаналізував серіал, високо оцінивши його сюжетну лінію, але розкритикувавши деякі аспекти першої екранізації. Він високо оцінив розвиток характеру Джо та його стосунки з іншими боксерами. За словами Марка Шіллінга з The Japan Times, серіал «став зразком не лише для однойменного повнометражного фільму Фуміхіко Сорі 2011 року, але й для багатьох японських спортивних фільмів і телефраншиз».
Ashita no Joe вважається однією з найвпливовіших манґ, і багато аніме та манґи згадують про неї. Для анімаційної адаптації манґи Наруто аніматор Ацуші Вакабаяші зі студії Pierrot сказав, що на нього вплинув Ashita no Joe. Це було здебільшого тому, що співробітники були фанатами серіалу та відчували, що персонаж Наруто Узумакі близький до того типу архетипу, за який вони вболівали під час перегляду серіалу. У результаті Вакабаяші та решта співробітників виділили Наруто в епізоді 133, де було занадто багато уваги в його боротьбі з Саске Учіхою, з яким він розділяв інтенсивне суперництво. Вступна сцена фільму Осаму Дедзакі також вплинула на режисера аніме Горо Танігучі під час створення Code Geass: Lelouch of the Re;surrection. Джо також мав великий вплив на Кіо Кусанагі, головного героя серії файтингів SNK, The King of Fighters. Режисер аніме Кендзі Каміяма, найбільш відомий серією Ghost in the Shell: Stand Alone Complex, відніс оригінальне аніме до 15 найкращих аніме всіх часів.